# 可移动计算机

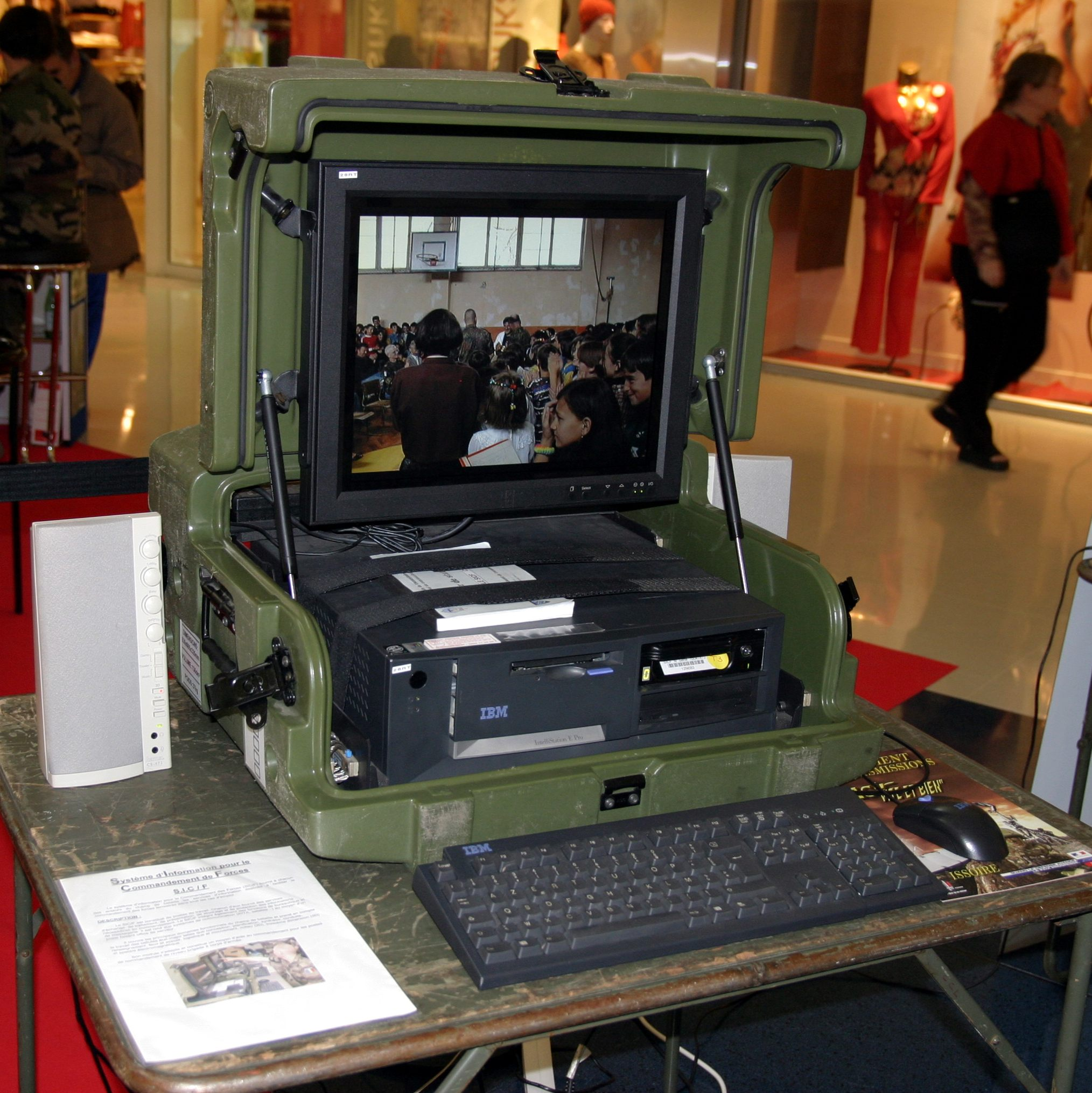
IBM軍用行動電腦

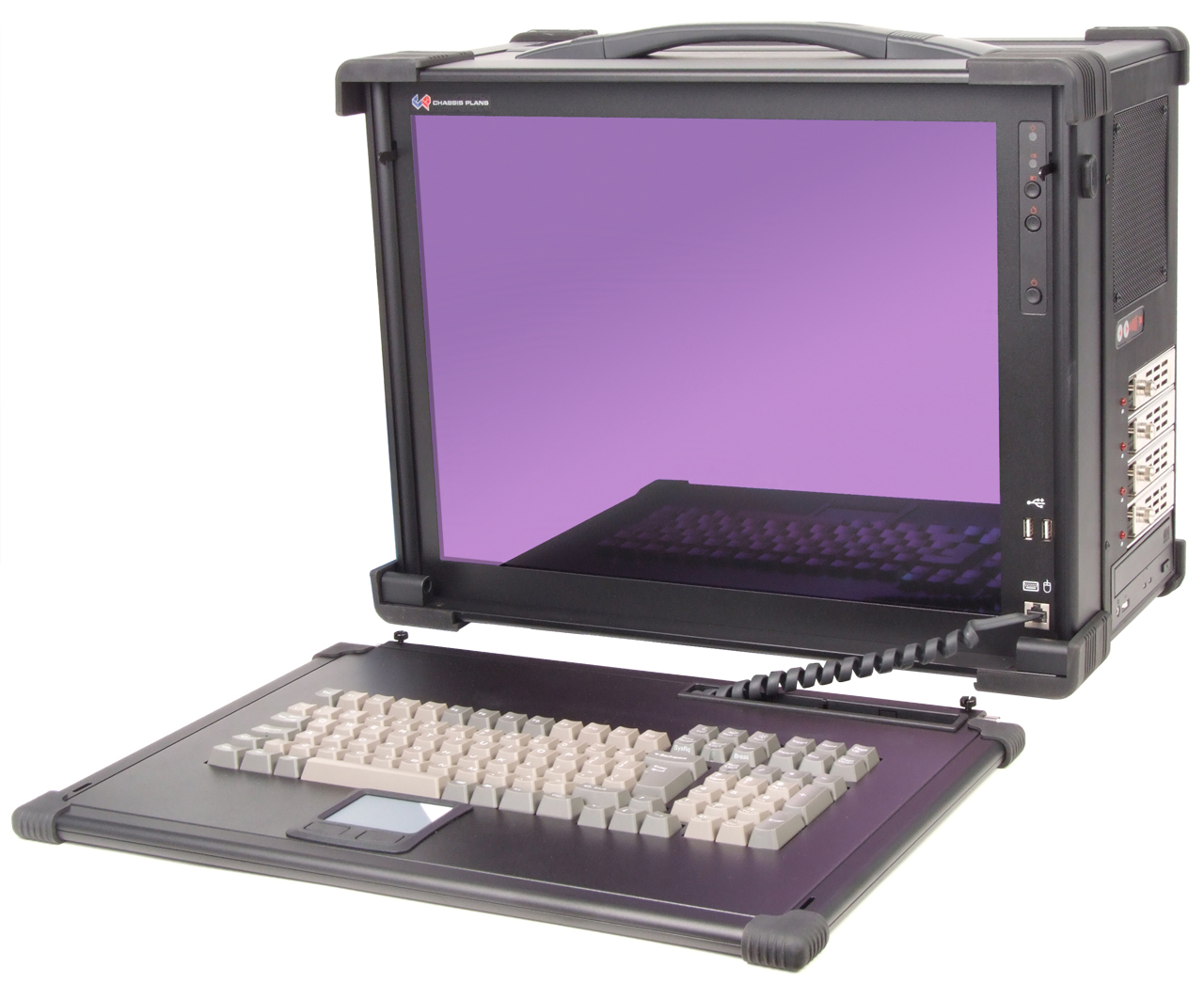
MP1X20 行動電腦

可攜式電腦是指沒有電池的筆記型電腦，亦可稱為「行動電腦」。其體積小、重量輕，方便攜帶，但不能如筆記型電腦一樣能在沒有外部電源供應的情形下使用。